# Vikidia
A Vikidia (AFI: /vi.ki.dja/) é um projeto de enciclopédia livre para jovens de 8 a 13 anos e escrito de maneira colaborativa e está aberto à participação de pessoas de todas as idades. A Vikidia foi lançada em 14 de novembro de 2006 por Mathias Damour.
Atualmente ela é disponível em 17 idiomas, incluindo  francês, espanhol, italiano, inglês, russo, catalão, siciliano, alemão, basco, grego, armênio e português.

## História
Seguindo a proposta de um usuário da Wikipédia francesa, a possibilidade de construção de uma enciclopédia infantil foi avaliada entre os próprios usuários e a Fundação Wikimedia. Para isso, alguns artigos da Wikipédia seriam selecionados e adaptados para o público infantil. Esta discussão foi transportada para outras versões da Wikipédia também.
Um dos usuários aderiu a este projeto, Mathias Damour (registrado sob o nome de Astirmays), diferia em que os textos deveriam ser corrigidos a priori ao invés de poderem ser criados e editados pelas próprias crianças, não acreditando que veriam um fechamento acordo na referida discussão. É por isso que em 17 de novembro de 2006, de forma autônoma e independente da Fundação Wikimedia, foi inaugurada a wiki Vikidia.
Em 22 de fevereiro de 2021, foi lançada a versão em português do site, que em julho de 2022 possuía mais de 900 artigos.[carece de fontes?]

## Licença
Vikidia usa a licença Creative Commons Share Alike 3.0 e mantém a GNU Free Documentation License para alguns de seus artigos. Ele aceita o uso de conteúdo que tenha as mesmas licenças ou licenças compatíveis.

## Público
Na Vikidia em francês, estima-se que metade dos editores sejam adultos, um terço adolescentes mais velhos e o restante, jovens entre 8 e 13 anos.